# Годишњак (Подујево)
Годишњак (алб. Godishnjak) је насељено место у општини Подујево, Косово и Метохија, Република Србија.

## Демографија
| Демографија | Демографија | Демографија |
| Година      | Становника  | Становника  |
| ----------- | ----------- | ----------- |
| 1948.       | 170         |             |
| 1953.       | 175         |             |
| 1961.       | 192         |             |
| 1971.       | 258         |             |
| 1981.       | 326         |             |
| 1991.       | 384         |             |